# The Brat
The Brat é um filme norte-americano de 1931, do gênero comédia, dirigido por John Ford. É baseado na peça de 1917 por Maude Fulton. Um filme mudo anterior havia sido feito em 1919 com Alla Nazimova.
Escritora Maude Fulton era também uma atriz e estrelou em 1917, estreia na Broaway de sua peça. Dois de seus colegas de elenco na peça, passou a ter grandes carreiras de filmes, Lewis Stone e Edmund Lowe.

## Elenco
- Sally O'Neil ... Brat
- Alan Dinehart ... MacMillan Forester
- Frank Albertson ... Stephen Forester
- William Collier, Sr. ... juiz O'Flaherty
- Virginia Cherrill ... Angela
- June Collyer ... Jane
- J. Farrell MacDonald ... Timson, o mordomo
- Mary Forbes ... Mrs. Forester
- Albert Gran ... Bispo
- Louise Mackintosh ... Lena
- Margaret Mann ... zeladora